# Bucloc, Abra
Bucloc là một 6th class đô thị ở tỉnh Abra, Philippines. Theo điều tra dân số năm 2007, đô thị này có dân số 2.227 người trong 357 hộ.

## Các khu phố (barangay)
Bucloc được chia thành 4 khu phố (barangay).
| Barangay     | Pop. (2007) |
| ------------ | ----------- |
| Ducligan     | 479         |
| Labaan       | 608         |
| Lamao (Pob.) | 490         |
| Lingay       | 650         |

## 2007 Election Results
| POSITION   | CANDIDATE             | TOTAL VOTES |
| ---------- | --------------------- | ----------- |
| Mayor      | Gody H. Cardenas      | 1.047       |
| Vice-Mayor | Macbey L. Latawan     | 679         |
| Councilors | Eugene C. Cillo       | 652         |
| Councilors | Pedro M. Calumnag     | 578         |
| Councilors | Faustino S. Agpad Jr. | 494         |
| Councilors | Eunice M. Magalong    | 453         |
| Councilors | Miriam P. Lopez       | 452         |
| Councilors | Ruben F. Brillantes   | 449         |
| Councilors | Jerry M. Valera       | 436         |
| Councilors | Ferdinand D. Balao-as | 424         |